# 村田敬次郎
村田 敬次郎（むらた けいじろう、1924年〈大正13年〉2月12日 - 2003年〈平成15年〉4月2日）は、日本の政治家、自治官僚。位階は正三位。
自由民主党衆議院議員（10期）、通商産業大臣（第44代）、自治大臣（第43代）、国家公安委員会委員長（第53代）などを歴任した。

## 来歴

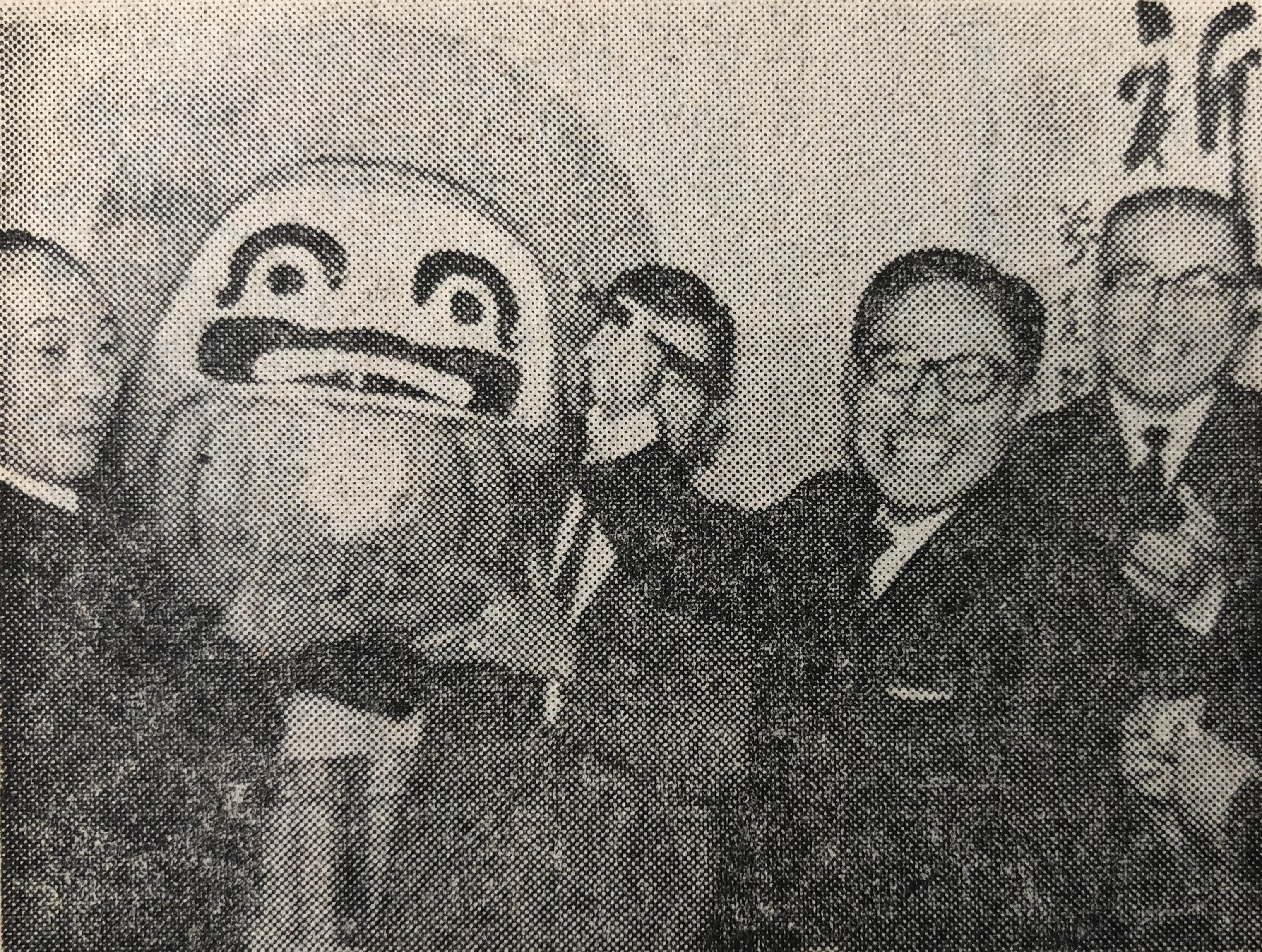
1969年12月の第32回衆議院議員総選挙に自民党公認で立候補し初当選した。

愛知県豊橋市出身。愛知県豊橋中学校（現・愛知県立時習館高等学校）卒業。旧制第三高等学校に進み、1949年（昭和24年）、京都帝国大学法学部卒業。同年、自治省に入省。愛知県建設部長などを務めた。
1969年（昭和44年）4月、地元政財界から衆院選出馬を促され、県庁を辞職。同年12月の第32回衆議院議員総選挙に旧愛知5区から立候補し初当選を果たした（当選同期に小沢一郎・羽田孜・梶山静六・奥田敬和・林義郎・渡部恒三・綿貫民輔・松永光・江藤隆美・中山正暉・浜田幸一など）。自由民主党では福田派→安倍派→三塚派→森派に属した。総理府総務副長官に就任。
1983年（昭和58年）12月の第37回衆議院議員総選挙においては当選したものの、陣営の山本和明県議が買収容疑で逮捕され、豊川市議12人が被買収容疑で逮捕された。
1984年（昭和59年）11月1日成立の第2次中曽根内閣第1次改造内閣において通商産業大臣、宇野内閣時において自民党政調会長、1992年（平成4年）12月12日成立の宮澤改造内閣において、自治大臣兼国家公安委員会委員長を歴任。
1990年（平成2年）3月17日、江﨑真澄の後任として自民党愛知県連会長に就任。
1996年（平成8年）10月の第41回衆議院議員総選挙は愛知県第15区から立候補。自身は10期目の当選を果たすが、自民党は名古屋市内などで惨敗。その責任を取り、同年11月21日、県連会長を退く（後任は大木浩）。1997年（平成9年）、財団法人日本国土開発研究所で重任。
1998年（平成10年）7月12日に行われた第18回参議院議員通常選挙で大木浩が落選。同年7月18日、大木は敗北の責任を取り県連会長を辞任。9月18日、その後を受けて県連会長に就任。
2000年（平成12年）6月の第43回衆議院議員総選挙には出馬しなかったが、党県連会長として選挙戦の陣頭指揮に立った。同年8月5日、総選挙で公明党、保守党との選挙協力に失敗した責任をとり、県連会長を辞任。地盤は元県議の山本明彦に譲った。
2003年（平成15年）4月2日、急性脳梗塞により、豊橋市内の病院にて死去。79歳没。村田家、自由民主党合同葬が行われ、葬儀委員長は同じ福田派で同期当選だった森喜朗元首相が担当した。

## 人物
- 第三高等学校時代、サルトルやフランツ・カフカなどを乱読。アンドレ・マルローの著作から「行動の哲学」を学び、政治家を志したという[13]。
- 私人としては詩をよく創り、『創生の悲歌』という詩集も出版。詩人としても名高い。学生時代にキリスト教の洗礼を受けたことでも知られる。囲碁は1969年の初当選当時、日本棋院五段の腕前だった[2]。
- 鈴木政二参議院議員や杉田元司衆議院議員らを秘書から育て、「村田学校」と呼ばれる、政治家の育成を担った。地元での愛称は「むらけいさん」。
- 中野四郎の急死（1985年）に伴う後継者選びにおいては当時県議だった鈴木政二を強く推した。しかし福田赳夫と安倍晋太郎の賛同を得られず[14]、旧愛知4区・福田派の地盤は岡崎市出身の杉浦正健が受け継いだ。
- 首都機能移転問題に取り組み、1993年（平成5年）より新首都推進懇談会会長を務めた[1]。
- 世界連邦運動推進団体・世界連邦日本国会委員会第11代会長を務めた。

## 年表
- 1924年（大正13年）2月12日 - 愛知県豊橋市に生まれる
- 1949年（昭和24年） - 自治省に入省
- 1969年（昭和44年）12月27日 - 第32回衆議院議員総選挙に愛知県第5区より当選
- 1984年（昭和59年）11月1日 - 通商産業大臣となる
- 1989年（平成元年） - 自由民主党政調会長となる
- 1992年（平成4年）12月12日 - 自治大臣兼国家公安委員会委員長となる
- 1994年（平成6年）10月 - 永年在職（25年）議員として衆議院より表彰
- 1995年（平成7年）4月 - 勲一等旭日大綬章を受章
- 2000年（平成12年）6月2日 - 衆議院解散後、選挙不出馬を表明し議員引退
- 2003年（平成15年）
  - 4月2日 - 脳梗塞により死去
  - 5月 - 正三位を追賜にて叙せられる

## 著書
- 『メガロポリスへの挑戦』（ダイヤモンド社）
- 『国土をデザインする』（文藝春秋）
- 『新広域行政論』（第一法規出版）
- 『21世紀の国土デザイン』（角川出版）
- 『通産大臣の四二三日』（文藝春秋）
- 詩集『創生の悲歌』（中央公論）
- 他多数